# Misumena peninsulana
Misumena peninsulana là một loài nhện trong họ Thomisidae.
Loài này thuộc chi Misumena. Misumena peninsulana được Richard C. Banks miêu tả năm 1898.